# جيسون موزاتي
جيسون موزاتي (من مواليد 3 فبراير 1970) هو حارس مرمى كندي إيطالي محترف سابق في هوكي الجليد، ومدرب حراسة المرمى الحالي في كارولينا هوريكانز.
لعب 62 مباراة في دوري الهوكي الوطني بين عامي 1993 و 1998 لأربعة فرق.